# Дренов Грич
Дренов Грич (словен. Drenov Grič) је насељено место у општини Врхника, Средњесловенска регија, Словенија.

## Историја
До територијалне реорганизације у Словенији био је у саставу старе општине Врхника.

## Становништво
У попису становништва из 2011. године, Дренов Грич је имао 914 становника.
| Број становника према пописима | Број становника према пописима | Број становника према пописима |
| ------------------------------ | ------------------------------ | ------------------------------ |
| 1991                           | 2002                           | 2011                           |
| 655                            | 761                            | 914                            |

Напомена: Године 1997. умањено за део насеља који је припојен насељу Мала Лигојна.